# John Biby
John Edward Biby, Jr. (ur. 28 lutego 1912 w Los Angeles, zm. 23 marca 2002 w Newport Beach) – amerykański żeglarz sportowy, medalista olimpijski.
Podczas letnich igrzysk olimpijskich w Los Angeles (1932) zdobył złoty medal w żeglarskiej klasie 8 metrów, wspólnie z Owenem Churchillem, Williamem Cooperem, Karlem Dorseyem, Robertem Suttonem, Pierpontem Davisem, Alanem Morganem, Alphonse’em Burnandem, Thomasem Websterem, Johnem Huettnerem, Richardem Moore’em i Kennethem Careyem.
John Biby krótko studiował na Uniwersytecie Waszyngtońskim, po czym przeniósł się na Uniwersytet Kalifornijski w Los Angeles, wraz z innymi żeglarzami ze złotej załogi z 1932 – Billem Cooperem i Richardem Moore’em. Dyplom uzyskał w 1933 z zakresu ekonomii. Później uczęszczał do Stanford Law School, której jednak nie skończył. Był członkiem California Yacht Club. Po II wojnie światowej wstąpił do klubu jachtowego Alamitos Bay Yacht Club w Long Beach i brał udział w wyścigach łódek Penguin. Zawodowa kariera Biby'ego była związana z firmą Douglas Aircraft Company, do której dołączył w 1935.